# Лодыгин, Юрий Владимирович
Ю́рий Влади́мирович Лоды́гин (греч. Γιούρι Λοντίγκιν; род. 26 мая 1990, Владимир) — российский футболист, вратарь клуба «Левадиакос». Выступал за сборную России.

## Биография

### Клубная карьера
Родился во Владимире, отец — русский, мать — гречанка. В 2000 году с семьёй переехал в Грецию, где начал играть в деревенской команде. В 15 лет стал игроком молодёжной команды «Ксанти». Из-за большой конкуренции был отправлен в клуб из четвёртого дивизиона «Эордаикос», в 2004 вернулся во Владимир, но через год уехал обратно в Грецию — в Драму, где попал в молодёжную сборную города.
За молодёжную команду «Ксанти» провёл три сезона, а 17 июня 2009 года подписал профессиональный контракт с этим клубом. В сезоне 2010/11 провёл двадцать пять встреч во втором дивизионе чемпионата Греции (и два кубковых матча) за «Эордаикос» на правах аренды. Провёл за сезон 27 матчей, получил вызов в молодёжную сборную Греции, но так ни разу на поле не вышел. В 2011 году ездил на сборы со «Спартаком-Нальчик», но клубы не смогли договориться о трансфере, также Черчесов хотел пригласить вратаря в «Терек», но и этого не произошло. За «Ксанти» Лодыгин дебютировал в последнем матче сезона 2011/12 против «Эрготелиса». В сезоне 2012/13 стал основным вратарём команды, вызывался на товарищеские матчи молодёжной сборной страны и даже получил вызов в главную греческую сборную, но на поле за неё не выходил.

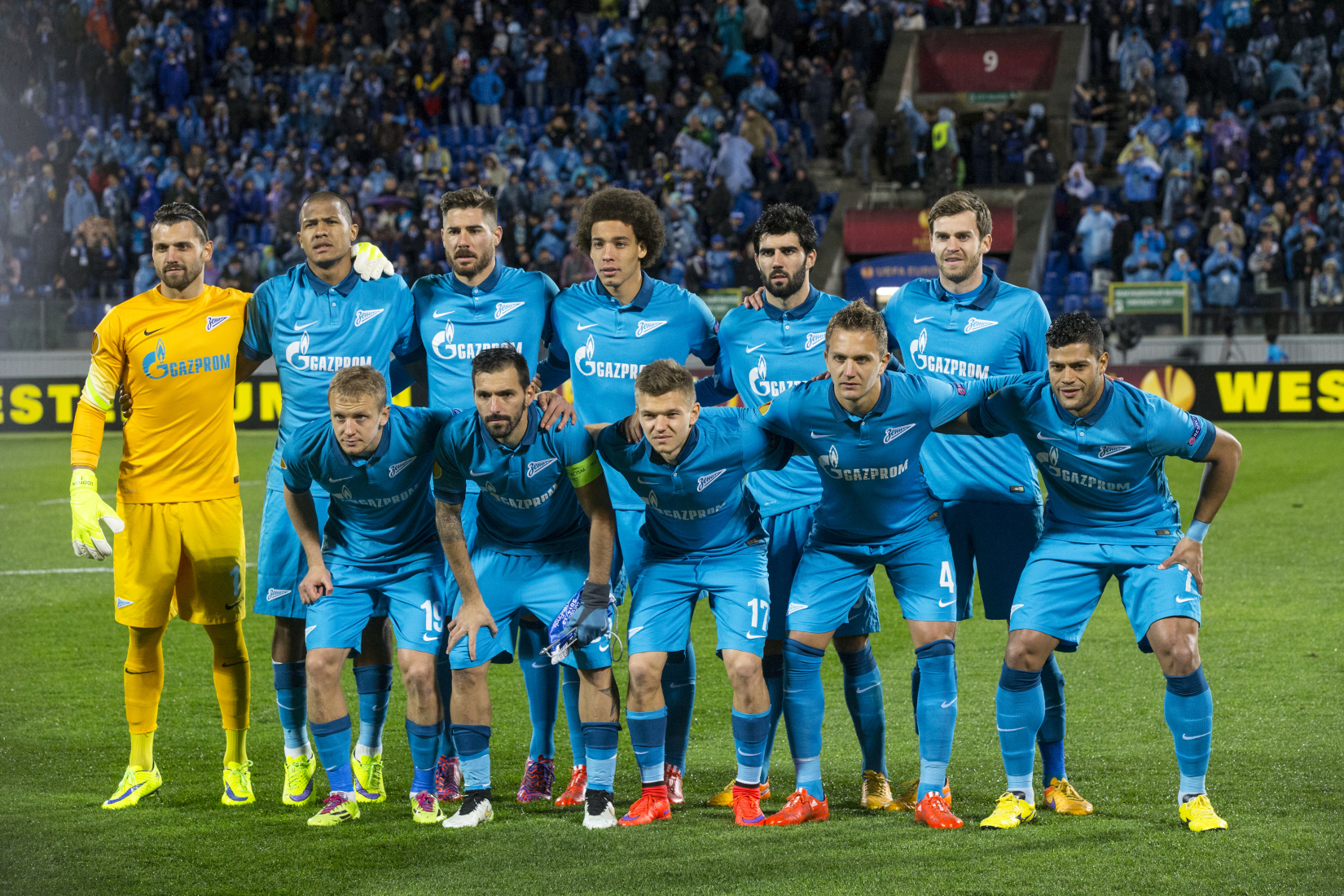
Юрий Лодыгин в составе «Зенита» в сезоне 2014/15

7 июня 2013 года было официально объявлено о переходе Лодыгина в «Зенит» Санкт-Петербург. Сумма трансфера составила 800 тысяч евро, игрок подписал трёхлетний контракт. В Объединённом турнире Лодыгин сыграл 3 матча и пропустил 4 мяча. Имея тогда греческий паспорт, он выбрал российское футбольное гражданство. В чемпионате России дебютировал 17 июля 2013 года в матче с «Краснодаром», в отсутствие травмированного Вячеслава Малафеева стал основным вратарем команды и был признан болельщиками клуба лучшим игроком команды августа. 24 марта 2014 в домашнем матче с «Крыльями Советов» стал четвёртым вратарём в чемпионате России, отразившим два пенальти в одном матче. По итогам сезона 2013/14 Лодыгин был признан лучшим игроком «Зенита» по версии болельщиков.
27 сентября 2014 года в матче со «Спартаком» оставив свои ворота в неприкосновенности, вошёл в символический Клуб Леонида Иванова. 29 сентября 2014 года продлил контракт с клубом до конца сезона-2018/19.
Осенью 2014 года стал автором самой длинной сухой серии в еврокубках среди вратарей клуба за всю его историю — 534 минуты.
В начале сезона 2015/16 играл нестабильно, допускал ошибки. 29 сентября 2015 в матче Лиги чемпионов с «Гентом» уступил место в воротах Михаилу Кержакову. Спустя некоторое время вернулся в основу клуба.

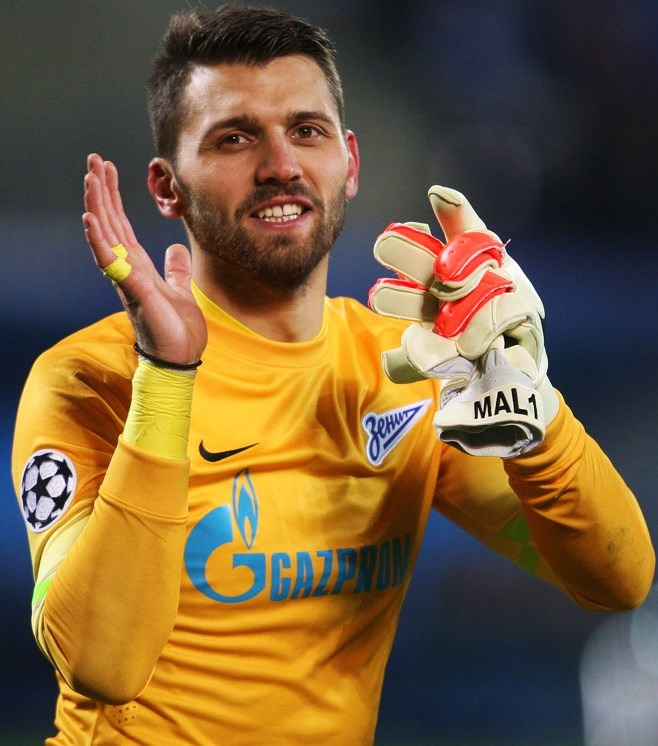
Лодыгин в составе «Зенита»

Сезон 2016/17 сложился для Юрия неудачно. Новый главный тренер «Зенита» Мирча Луческу сначала долго выбирал между Лодыгиным и Михаилом Кержаковым, поочередно ставя их в основной состав. Больше предпочтения Луческу отдавал Михаилу, исходя из частых ошибок Юрия, но в итоге сделал ставку на последнего. 23 декабря 2016 года состоялся трансфер голкипера Андрея Лунёва в «Зенит», который до этого ярко выступал за «Уфу». Проведя несколько матчей, Андрей стал основным вратарём команды. Однако в конце сезона Лодыгин получил шанс выйти на поле и продемонстрировал уверенную игру, отметившись несколькими хорошими сейвами: 17 мая 2017 года в игре с «Краснодаром», заменив на 45-й минуте травмированного Лунёва, как и в матче с ЦСКА 22 октября, а 21 мая в матче с «Локомотивом» Юрий оставил свои ворота «сухими».
27 января 2019 года перешёл в греческий «Олимпиакос» на правах аренды до конца сезона 2018/19. Дебютировал 1 марта в ответном матче кубка Греции против «Ламии» (0:1). 16 июня стало известно об уходе Лодыгина из «Зенита».
3 августа 2019 года подписал двухлетний контракт с турецким клубом «Газиантеп». За 4 месяца провёл всего два матча. 10 января 2020 года расторг контракт по обоюдному согласию.
18 февраля 2020 года перешёл в тульский «Арсенал», контракт подписан до конца сезона. В марте получил травму, проходя через «тоннель» новичка. Впоследствии провёл 2 матча, пропустив 5 мячей, однако затем Лодыгину предпочли вратаря Егора Шамова.
20 января 2021 года подписал контракт с греческим клубом ПАС (Янина) на полгода.
4 июня 2022 года подписал двухлетний контракт с «Панатинаикосом».

### Карьера в сборной
Провёл три матча за молодёжную сборную Греции. 22 марта 2013 года он вызывался во взрослую сборную Греции, но на поле так и не вышел, в связи с чем сохранил право выступать за сборную России. В сентябре 2013 года Лодыгин был включён в расширенный состав сборной России для подготовки к отборочным матчам Чемпионата мира 2014 с командами Люксембурга и Азербайджана. 19 ноября дебютировал в составе сборной в матче против команды Южной Кореи. Первый официальный матч на уровне сборных Лодыгин провёл 8 сентября 2014 года, выйдя на замену в игре против Лихтенштейна в отборочном матче ЧЕ-2016. Также провёл товарищеский матч против сборной Казахстана, отстояв на ноль.
Был запасным вратарём на Чемпионате мира-2014 и Чемпионате Европы-2016.
12 марта 2024 года вызван в сборную России на сборы к товарищеским матчам против сборной Сербии и сборной Парагвая.

### Личная жизнь
С 2014 года женат на Марианне Саввиду, с которой до этого встречался несколько лет. 24 октября 2013 года родилась дочь Анастасия. У Юрия Лодыгина есть брат.

## Достижения

### Клубные
«Зенит»
- Чемпион России: 2014/15
- Обладатель Кубка России: 2015/16
- Обладатель Суперкубка России (2): 2015, 2016
- Серебряный призёр чемпионата России: 2013/14
- Бронзовый призёр чемпионата России (2): 2015/16, 2016/17

«Панатинаикос»
- Обладатель Кубка Греции: 2023/24

### Личные
- «ТОП 50. Самые знаменитые люди Петербурга»: 2016[29]
- Лучший вратарь сезона в Греческой футбольной Суперлиге: 2021–22
- Команда года в Греческой футбольной Суперлиге: 2021–22

## Статистика
| Клуб             | Сезон            | Лига | Лига | Лига          | Кубки | Кубки | Кубки         | Еврокубки | Еврокубки | Еврокубки     | Итого | Итого | Итого         |
| Клуб             | Сезон            | Игры | Голы | Матчи на ноль | Игры  | Голы  | Матчи на ноль | Игры      | Голы      | Матчи на ноль | Игры  | Голы  | Матчи на ноль |
| ---------------- | ---------------- | ---- | ---- | ------------- | ----- | ----- | ------------- | --------- | --------- | ------------- | ----- | ----- | ------------- |
| Ксанти           | 2011/12          | 1    | −2   | 0             | 0     | 0     | 0             | —         | —         | —             | 1     | −2    | 0             |
| Ксанти           | 2012/13          | 23   | −16  | 13            | 1     | −2    | 0             | —         | —         | —             | 24    | −18   | 13            |
| Ксанти           | Итого            | 24   | −18  | 13            | 1     | −2    | 0             | —         | —         | —             | 25    | −20   | 13            |
| Зенит            | 2013/14          | 30   | −33  | 7             | 1     | −3    | 0             | 11        | −16       | 4             | 42    | −52   | 11            |
| Зенит            | 2014/15          | 28   | −16  | 16            | 0     | 0     | 0             | 16        | −12       | 9             | 44    | −28   | 25            |
| Зенит            | 2015/16          | 27   | −29  | 11            | 4     | −1    | 3             | 6         | −7        | 2             | 37    | −37   | 16            |
| Зенит            | 2016/17          | 15   | −9   | 9             | 3     | −3    | 2             | 7         | −10       | 2             | 25    | −22   | 13            |
| Зенит            | 2017/18          | 11   | −9   | 6             | 1     | −3    | 0             | 3         | −3        | 0             | 15    | −15   | 6             |
| Зенит            | 2018/19          | 0    | 0    | 0             | 0     | 0     | 0             | 1         | −4        | 0             | 1     | −4    | 0             |
| Зенит            | Итого            | 111  | −96  | 49            | 9     | −10   | 5             | 44        | −52       | 17            | 164   | −158  | 71            |
| Олимпиакос       | 2018/19          | 2    | −1   | 1             | 1     | −1    | 0             | 0         | 0         | 0             | 3     | −2    | 1             |
| Олимпиакос       | Итого            | 2    | −1   | 1             | 1     | −1    | 0             | 0         | 0         | 0             | 3     | −2    | 1             |
| Газиантеп        | 2019/20          | 2    | −6   | 0             | 3     | −4    | 1             | —         | —         | —             | 5     | −10   | 1             |
| Газиантеп        | Итого            | 2    | −6   | 0             | 3     | −4    | 1             | —         | —         | —             | 5     | −10   | 1             |
| Арсенал          | 2019/20          | 2    | −5   | 0             | 0     | 0     | 0             | —         | —         | —             | 2     | −5    | 0             |
| Арсенал          | Итого            | 2    | −5   | 0             | 0     | 0     | 0             | —         | —         | —             | 2     | −5    | 0             |
| ПАС              | 2020/21          | 13   | −11  | 6             | 4     | -6    | 0             | —         | —         | —             | 17    | −17   | 6             |
| ПАС              | 2021/22          | 32   | −38  | 14            | 1     | -1    | 0             | —         | —         | —             | 33    | −39   | 14            |
| ПАС              | Итого            | 45   | −49  | 20            | 5     | -7    | 0             | —         | —         | —             | 50    | −56   | 20            |
| Панатинаикос     | 2022/23          | 2    | −1   | 1             | 4     | −3    | 2             | 0         | 0         | 0             | 6     | −4    | 3             |
| Панатинаикос     | 2023/24          | 15   | −12  | 8             | 3     | −1    | 2             | 1         | −2        | 0             | 19    | −15   | 10            |
| Панатинаикос     | 2024/25          | 4    | −4   | 1             | 4     | −4    | 0             | 3         | −2        | 2             | 11    | −10   | 3             |
| Панатинаикос     | Итого            | 21   | −17  | 10            | 11    | −8    | 4             | 4         | −4        | 2             | 36    | −29   | 16            |
| Левадиакос       | 2025/26          | 0    | 0    | 0             | 0     | 0     | 0             | —         | —         | —             | 0     | 0     | 0             |
| Левадиакос       | Итого            | 0    | 0    | 0             | 0     | 0     | 0             | 0         | 0         | 0             | 0     | 0     | 0             |
| Всего за карьеру | Всего за карьеру | 207  | −192 | 93            | 30    | −32   | 10            | 48        | −56       | 19            | 285   | −280  | 122           |

### Матчи и пропущенные голы за сборную
| Матчи Лодыгина за сборную России | Матчи Лодыгина за сборную России | Матчи Лодыгина за сборную России | Матчи Лодыгина за сборную России | Матчи Лодыгина за сборную России | Матчи Лодыгина за сборную России | Матчи Лодыгина за сборную России | Матчи Лодыгина за сборную России | Матчи Лодыгина за сборную России | Матчи Лодыгина за сборную России |
| -------------------------------- | -------------------------------- | -------------------------------- | -------------------------------- | -------------------------------- | -------------------------------- | -------------------------------- | -------------------------------- | -------------------------------- | -------------------------------- |
| №                                | Место проведения                 | Место проведения                 | Дата                             | Оппонент                         | Счёт                             | Пр. голы                         | Замены                           | Соревнование                     |                                  |
| 1                                | Флаг ОАЭ                         | «Забэл Стэдиум», Дубай           | 19 ноября 2013                   | Республика Корея                 | 2:1                              | 1                                | —                                | Товарищеский матч                |                                  |
| 2                                | Флаг России                      | «Петровский», Санкт-Петербург    | 26 мая 2014                      | Словакия                         | 1:0                              | —                                | 75'                              | Товарищеский матч                |                                  |
| 3                                | Флаг России                      | «Локомотив», Москва              | 6 июня 2014                      | Марокко                          | 2:0                              | —                                | 46'                              | Товарищеский матч                |                                  |
| 4                                | Флаг России                      | «Арена Химки», Химки             | 3 сентября 2014                  | Азербайджан                      | 4:0                              | —                                | 46'                              | Товарищеский матч                |                                  |
| 5                                | Флаг России                      | «Арена Химки», Химки             | 8 сентября 2014                  | Лихтенштейн                      | 4:0                              | —                                | 72'                              | Отборочные матчи ЧЕ-2016         |                                  |
| 6                                | Флаг Венгрии                     | «Гроупама Арена», Будапешт       | 18 ноября 2014                   | Венгрия                          | 2:1                              | 1                                | —                                | Товарищеский матч                |                                  |
| 7                                | Флаг Черногории                  | «Подгорица», Подгорица           | 27 марта 2015                    | Черногория                       | 3:0                              | —                                | 2'                               | Отборочные матчи ЧЕ-2016         |                                  |
| 8                                | Флаг России                      | «Арена Химки», Химки             | 31 марта 2015                    | Казахстан                        | 0:0                              | —                                | 46'                              | Товарищеский матч                |                                  |
| 9                                | Флаг России                      | «Олимп-2», Ростов-на-Дону        | 17 ноября 2015                   | Хорватия                         | 1:3                              | —                                | 46'                              | Товарищеский матч                |                                  |
| 10                               | Флаг Франции (1974—2020)         | «Стад де Франс», Сен-Дени        | 29 марта 2016                    | Франция                          | 2:4                              | 2                                | 46'                              | Товарищеский матч                |                                  |
| 11                               | Флаг Австрии                     | «Тиволи-Ной», Инсбрук            | 1 июня 2016                      | Чехия                            | 1:2                              | —                                | 46'                              | Товарищеский матч                |                                  |

Итого: 11 матчей / 4 пропущенных гола / 8 «сухих» матчей; 7 побед, 1 ничья, 3 поражения.